# 調兵山市
調兵山市（ちょうへいざん-し）は中華人民共和国遼寧省鉄嶺市に位置する県級市。

## 歴史
1946年に鉄嶺県及び法庫県の一部に設置された鉄法県を前身とする。1948年に廃止されたが、1981年、鉄法鉱務局が所轄地域および、鉄嶺県と法庫県の一部に鉄法市が設置された。1984年に一旦廃止されたが、1986年に再設置された。2002年2月20日、建市20周年に際し調兵山市と改称された。

## 行政区画
2街道弁事処、3鎮を管轄する。
- 街道弁事所：兀朮街街道、調兵山街道
- 鎮：暁明鎮、暁南鎮、大明鎮

## 経済
1956年に埋蔵量の極めて豊富な炭鉱が発見され、現在も遼寧鉄煤集団を中心に採掘が行われ、遼寧省石炭生産量の三分の一を占める

## 交通

### 鉄道
鉄煤集団の経営する私鉄（鉄法鉄道）で蒸気機関車が活躍していることで有名。調兵山駅を起点に王千駅（鉄嶺市）などの間に運行されている。また、鉄煤蒸汽機車博覧園が併設されている。
- 大青駅より瀋陽まで直通の普通列車が1日2往復ある。

### 道路
- 国道
  -  G505国道（中国語版）

### バス
- 調兵山駅より瀋陽まで1時間毎にバスが走っている。